# Elezioni parlamentari a Malta del 1962
Le elezioni parlamentari a Malta del 1962 si tennero il 17 e 19 febbraio e videro la vittoria del Partito Nazionalista.

## Risultati
| Liste                               | Voti    | %     | Seggi |
| ----------------------------------- | ------- | ----- | ----- |
| Partito Nazionalista                | 63 262  | 42,00 | 25    |
| Partito Laburista                   | 50 974  | 33,85 | 16    |
| Partito dei Lavoratori Cristiani    | 14 285  | 9,49  | 4     |
| Partito Nazionalista Democratico    | 13 968  | 9,27  | 4     |
| Partito Costituzionale Progressista | 7 290   | 4,84  | 1     |
| Partito Cristiano Democratico       | 699     | 0,46  | –     |
| Indipendenti                        | 128     | 0,08  | –     |
| Totale                              | 150 606 | 100   | 50    |